# 米歇尔·鲍曼
米歇尔·鲍曼 （德语：Michael Baurmann；1952年—），德国社会学家，现任杜塞尔多夫大学社会学教授、《分析与批评》主编。著有《道德的市场》等。